# 北海道富良野緑峰高等学校
北海道富良野緑峰高等学校（ほっかいどうふらのりょくほうこうとうがっこう、Hokkaido Furano Ryokuho High School）は、北海道富良野市にあった公立（道立）の高等学校。
国家資格の基本情報技術者試験（FE）の午前科目免除制度の認定校となっている。年に一回の学校祭「緑峰祭」がある。

## 設置学科
- 園芸科学科
- 電気システム科
- 流通経済科
- 情報ビジネス科
- 総合ビジネス科

(流通経済科と情報ビジネス科が統合した学科)
- 農業特別専攻科

## 沿革
- 1999年 - 北海道富良野工業高等学校を廃止し、北海道富良野緑峰高等学校を設置。
- 2025年 - 北海道富良野高等学校と統合し、廃校。

## 生徒の活動
富良野地区はスキーに打ち込むための環境が整っており、部活動の成績にもあらわれている。また、北海道では唯一「農・工・商」の三大学科集合型であるため、各大学科に関係する大会や協議会にも出場している。そのため、ひとつの学校としては他校よりも広く各分野の大会や協議会に参加している。
2003年より園芸科学科の生徒をカレーのまちPRガール「ふらのカレンジャー娘」に任命し、地元スーパーで自作カレーの試食提供や、ハウス食品の地域限定CMに出演するといった広報活動を行っている。なお、2019年と2023年には、同校男子生徒による「Team Homme（チーム・オム）」も活動を行っている。

### 体育系部活動
- 野球部
- サッカー部
- バレーボール部
- バスケットボール部
- 硬式テニス部
- ソフトテニス部
- バドミントン部
- 卓球部
- 柔道部
- 陸上部
- 山岳部
- スキー部
  - 全国高等学校スキー大会
    - 第54回 アルペンスキー 女子ジャイアントスラローム 優勝 - 武田 薫[5]
    - 第54回 アルペンスキー 男子スラローム 第70位 - 岡本 雄平[6]
    - 第54回 アルペンスキー 女子スラローム 第6位 - 武田 薫[7]
    - 第57回 アルペンスキー 女子スラローム 優勝 - 武田 里江[8]
    - 第58回 アルペンスキー 男子ジャイアントスラローム 第48位 - 髙橋 潤平[9]
    - 第58回 アルペンスキー 女子ジャイアントスラローム 第44位 - 平山 あがさ[10]
    - 第58回 アルペンスキー 男子スラローム 第48位 - 髙橋 潤平[11]
    - 第58回 アルペンスキー 男子スラローム 第76位 - 髙橋 直希
    - 第58回 アルペンスキー 女子スラローム 出場 - 平山 あがさ[12]
    - 第59回 アルペンスキー 女子ジャイアントスラローム 第19位 - 平山 あがさ[13]
    - 第59回 アルペンスキー 男子スラローム 第19位 - 山﨑 光[14]
    - 第59回 アルペンスキー 女子スラローム 第5位 - 平山 あがさ[15]
    - 第60回 アルペンスキー 男子ジャイアントスラローム 第40位 - 佐藤 優[16]
    - 第60回 アルペンスキー 男子スラローム 第21位 - 佐藤 優[17]
    - 第60回 アルペンスキー 男子スラローム 第21位 - 佐藤 優[17]
    - 第64回 アルペンスキー 男子ジャイアントスラローム 出場 - 櫻井 嵩[18]
    - 第64回 アルペンスキー 女子ジャイアントスラローム 第3位 - 荒井 美桜[19]
    - 第64回 アルペンスキー 男子スラローム 第40位 - 櫻井 嵩[20]
    - 第64回 アルペンスキー 女子スラローム 優勝 - 荒井 美桜[21]
    - 第64回 ノルディックスキー・クロスカントリー 女子5km(クラシカル) 第67位 - 佐山 舞華[22]
    - 第64回 ノルディックスキー・クロスカントリー 女子5km(クラシカル) 第76位 - 前田 理沙
    - 第64回 ノルディックスキー・クロスカントリー 女子5km(フリー) 第66位 - 佐山 舞華[23]
    - 第64回 ノルディックスキー・クロスカントリー 女子5km(フリー) 第76位 - 前田 理沙
    - 第64回 学校対抗 女子 第5位[24]
    - 第65回 アルペンスキー 男子ジャイアントスラローム 第24位 - 櫻井 嵩[25]
    - 第65回 ノルディックスキー・クロスカントリー 女子5km(クラシカル) 第72位 - 前田 理沙[26]
    - 第65回 ノルディックスキー・クロスカントリー 女子5km(フリー) 第74位 - 前田 理沙

  - 宮様スキー大会国際競技会
    - 第76回 男子ジャイアントスラローム 第6位 - 岡本 雄平[27]

### 文化系部活動
- 写真部
  - 全日本学校ポスター甲子園
    - 第4回 準グランプリ - 高橋真理・大野隼祐・伏見尚紀・山下翔平[28]
- 書道部
- 茶華道部
- 吹奏楽部

### 局、同好会
- 図書局
- ボランティア同好会
- 漫画研究同好会

### 学科クラブ
- 農業クラブ
- 工業クラブ
  - 高校生ものづくりコンテスト
    - 第11回 北海道大会 電気系電気工事部門 最優秀賞（高校生ものづくりコンテスト全国大会出場） - 萩原 龍也[29]
    - 第14回 北海道大会 電気系電気工事部門 優秀賞（若年者ものづくり競技大会出場） - 佐々木 隼[30]

  - 若年者ものづくり競技大会 全国大会
    - 第9回 電気工事職種 敢闘賞 - 佐々木 隼[31]

  - 平成27年度 北国の省エネ・新エネ大賞（啓発部門）受賞 - 「エネルギーの地産地消 ～簡易ハイブリッド発電によるLED照射実証実験～」[32]
- 商業クラブ
  - 全国高校生観光プランコンテスト
    - 第3回 グランプリ 文部科学大臣賞[33]

  - 全国高等学校ビジネスアイディア甲子園
    - 第13回 審査員特別賞 - 相澤 拓弥・海馬澤 永「3R rice seasoning」[34]

## 不祥事
- 1978年（富良野工業高校時代）、日教組の教育研究全国集会生活指導分科会にて生徒の7割以上が喫煙し、家庭でも半数以上が喫煙を容認している実態が報告されている[35]。
- 2008年7月14日、同校に通う1年の女子生徒が4階から飛び降り、女子生徒が左足首と左手首を折る事故が発生した。
  - 当初、学校側は女子生徒が飛び降りる前に女子生徒が他校の生徒とメールについてトラブルを起こしていた問題を1時間ほど聴取をしたあとに女子生徒が飛び降りたと説明していたが、実際は聴取が3時間半断続的に行ったとしており当初と2時間半も食い違っていたことが分かった。同校校長は「教諭との確認不足であり隠ぺいではない」としている。
  - この前日の7月13日、富良野警察署にて女子生徒に対し、署員が事情を聴取していた。この時、本来は学生などを担当する生活安全係が対応するが、当日は生活安全係の担当者が不在だったため、本来は放火や窃盗などの強行犯を扱う刑事課の刑事によって相当厳しい聴取が行われた[36]。

## 他校との統合案
富良野圏域連携協議会と富良野地区広域教育圏振興協議会から北海道富良野高等学校との統合の要望が出されている。